# Jan Juśkiewicz
Józef Juśkiewicz (ur. 1685 w Jarosławiu, zm. 1769 tamże) – polski kupiec, jezuita, wójt i burmistrz Jarosławia.

## Życiorys
Syn notariusza Stanisława, miał brata Michała.
Po zdaniu matury w 1703 wstąpił do zakonu jezuitów. Jego ojciec był w połowie XVII wieku właścicielem domu zlokalizowanego w pobliżu kościółka św. Zofii na Przygrodziu. W latach 1731–1735 był rektorem kolegium jezuickiego w Jarosławiu, zasługując się m.in. urządzeniem w 1729 nowej biblioteki oraz w 1731 ozdobionego ogrodu dla celów rekreacyjnych. Za jego kadencji w 1732 zrealizowane zostało ponadto polecenie ustawienia przed kościołem kamiennych posągów dłuta Tomasza Huttera, przedstawiających patronów kościoła i Polski oraz niektórych świętych zakonu.
W latach 1743–1750 był wójtem i burmistrzem Jarosławia, a w 1750 zakupił drewno z rozbiórki w Wietlinie z przeznaczeniem na wybudowania spichlerza.

## Literatura
- Jakub Makara, Dzieje Parafii Jarosławskiej, Jarosław 1936
- Kazimierz Gottfried, Monografia miasta Jarosławia, Jarosław
- August Szczurowski, Skorowidz powiatu jarosławskiego na rok 1902, Przemyśl 1902
- Kazimierz Leń SI, Jezuickie kolegium św. Jana w Jarosławiu 1573–1773, Kraków 2000